# De Gheltshende
De Gheltshende est une des chambres de rhétorique de Bailleul.

## Bref historique

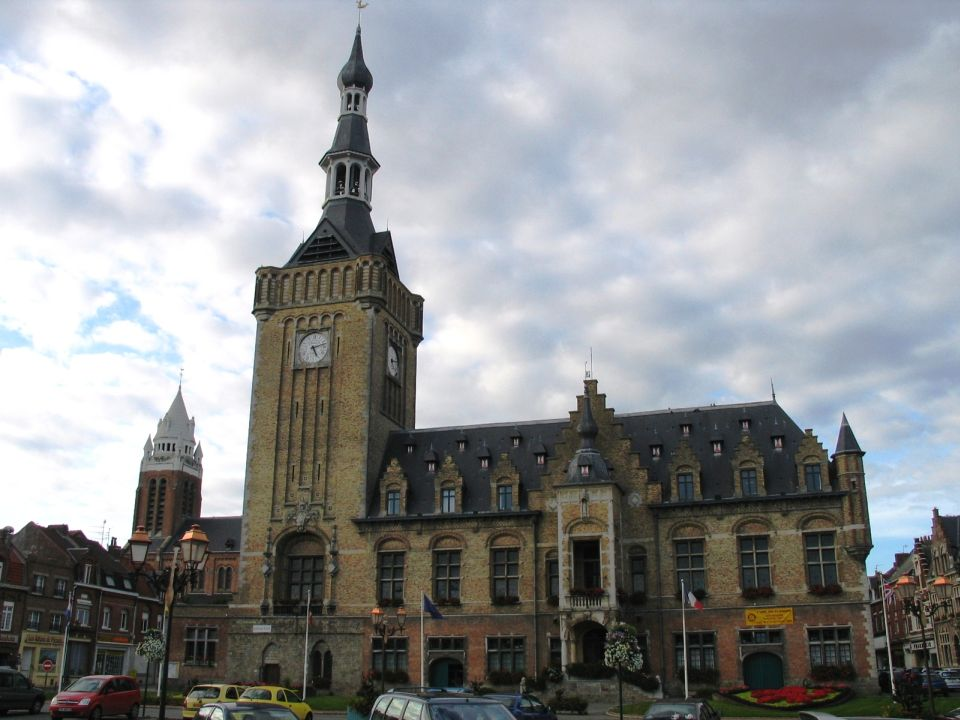
Hôtel de ville et beffroi de la ville de Bailleul actuelle.

En 1527, la « Rethorycke van Belle », une chambre de rhétorique de Bailleul, participa au concours de Nieuport, organisé à l'occasion de la procession du sacrement.  La Gheltshende de Bailleul obtint ses lettres d'octroi et de confirmation lorsqu'elle fut baptisée, le 10 août 1531, par la chambre principale de la région, Alpha & Omega d'Ypres.  Selon Flahault, la compagnie avait déjà été constituée en confrérie, après une épidémie de peste, en 1482.  Selon les kostuimen (les coutumes) de 1632 de la ville et de la châtellenie de Belle (Bailleul), la ville comptait à l'époque cinq rhétoriques (« vijf rethorike »).
Le blason de la chambre De Gheltshende porte un lion tenant dans une de ses griffes un glaive et dans l'autre une banderole avec la devise de la société ; au-dessus du lion, le Saint-Esprit sort d'un nuage, entouré de rayons,.
En 1786, les chambres des Gelsenders et des Spaderyken de Bailleul participèrent au grand concours de tragédie que la guilde de Bergues-Saint-Winoc offrit à ses sœurs des villes voisines et de l'étranger.

## Ressources

### Sources
- (fr) Baecker (de), Louis.  Les Flamands de France : études sur leur langue, leur littérature et leurs monuments, Gand, S. Hebbelynch, 1850, p. 218.
- (nl) Bruaene (van), Anne-Laure.  Het Repertorium van rederijkerskamers in de Zuidelijke Nederlanden en Luik 1400-1650 (Le Répertoire numérique des chambres de rhétorique des Pays-Bas méridionaux et de la principauté de Liège 1400-1650), [En ligne], [s. d.], réf. du 29 juillet 2014.  [www.dbnl.org].
- (fr) Diegerick, Isidore-Lucien-Antoine.  « Notes sur les chambres de rhétorique de la Flandre maritime (1517-1551) », Annales du Comité flamand de France, Moedertael en Vaderland, tome 5, Lille, Comité flamand de France, 1860, p. 137, 147.

#### Sur la littérature néerlandaise
- Littérature néerlandaise.

#### Sur les chambres de rhétorique
- Chambre de rhétorique ;
- Landjuweel.

#### Quelques chambres de rhétorique
- La chambre de rhétorique De Avonturiers (Warneton) ;
- La chambre de rhétorique De Baptisten (Bergues) ;
- La chambre de rhétorique Het Bloemken Jesse (Middelbourg) ;
- La chambre de rhétorique Den Boeck (Bruxelles) ;
- La chambre de rhétorique De Corenbloem (Bruxelles) ;
- Eerste Nederduytsche Academie (Amsterdam) ;
- La chambre de rhétorique De Egelantier (Amsterdam) ;
- La chambre de rhétorique De Fonteine (Gand) ;
- La chambre de rhétorique De Lelie (Bruxelles) ;
- La chambre de rhétorique 't Mariacransken (Bruxelles) ;
- La chambre de rhétorique De Olijftak (Anvers) ;
- La chambre de rhétorique De Ontsluiters van Vreugde (Steenvoorde) ;
- La chambre de rhétorique De Persetreders (Hondschoote) ;
- La chambre de rhétorique De Royaerts (Bergues) ;
- La chambre de rhétorique Sainte-Anne (Enghien) ;
- La chambre de rhétorique Saint-Michel (Dunkerque) ;
- La chambre de rhétorique De Violette (Bruxelles) ;
- La chambre de rhétorique De Violieren (Anvers) ;
- La chambre de rhétorique De Witte Angieren (Haarlem).